# Ainett Stephens
Ainett Mery Stephens Sifontes (Ciudad Guayana, 28 gennaio 1982) è una modella, personaggio televisivo e showgirl venezuelana naturalizzata italiana.

## Biografia
Nel 2000 giunge tra le dieci semifinaliste nel concorso di bellezza Miss Venezuela e posa per un calendario i cui ricavi vengono destinati alle popolazioni dell'Amazzonia. Dopo aver sfilato come modella di intimo in Sudamerica, nel 2004 arriva in Italia. Nel 2005 ha realizzato un calendario sexy per Fox Uomo (per l'anno 2006). Ha condotto tre edizioni, dal 2005 al 2007, di Real TV, il rotocalco televisivo dedicato ai documentari in onda su Italia 1.
Nel 2006 riveste il ruolo della "gatta nera" nel game show Il mercante in fiera, condotto da Pino Insegno su Italia 1, e posa per un calendario per la rivista sportiva Controcampo (per l'anno 2007). Insieme a Daniele Bossari nel 2007 ha condotto il quiz televisivo di Italia 1 Azzardo. Nel 2008 presentò, insieme a Taiyo Yamanouchi, la terza stagione del programma comico di Rai 3 Tintoria. Partecipò nel 2011 al cast fisso del Saturday Night Live from Milano, show comico andato in onda su Italia 1.
Dal 2007 al 2009 ha condotto il Festival internazionale del circo di Monte Carlo su Rai 3. Al 2011 risale la sua unica esperienza come attrice cinematografica, in Amici miei - Come tutto ebbe inizio, film diretto da Neri Parenti. Nella primavera 2014 fa parte del cast fisso, insieme a Chiara Nasti e Sofia Valleri, del programma di Italia 1 Chiambretti Supermarket.
Nel 2021 partecipa al Grande Fratello VIP 6 su Canale 5.

## Vita privata
Dopo nove anni di fidanzamento, il 3 settembre 2015 si è unita in matrimonio con l'imprenditore Nicola Radici, con il quale ha avuto un figlio. La coppia si è in seguito separata.

## Filmografia
- Amici miei - Come tutto ebbe inizio, regia di Neri Parenti (2011)

## Programmi televisivi
- Real TV (Italia 1, 2005-2007)
- Il mercante in fiera (Italia 1, 2006)
- Azzardo (Italia 1, 2007)
- Festival internazionale del circo di Monte Carlo (Rai 3, 2007-2009)
- La tintoria (Rai 3, 2008)
- Il mercante in fiera Young (Italia 1, 2010)
- Saturday Night Live from Milano (Italia 1, 2011)
- Chiambretti Supermarket (Italia 1, 2014)
- Grande Fratello VIP (Canale 5, 2021) concorrente
- Stupor Mundi – Premio Federico II  (Rai 2, 2022)